# Amaro Lopes
Amaro Lopes (* vor 1957; † 1992) war ein portugiesischer Fußballspieler.

## Leben
Lopes war in seiner aktiven Karriere  bei FC Paços de Ferreira in der ersten portugiesischen Liga tätig. 1957 war er mit seiner Frau aufgrund der Diktatur unter António de Oliveira Salazar nach Frankreich ausgewandert. Seine in Frankreich geborene Tochter ist die Mutter des heutigen französischen Fußballnationalspielers Antoine Griezmann.